# Félix Napoleón Canevaro
Felice Napoleone Canevaro y Valega, (en español Félix Napoleón Canevaro y Valega) duque de Castelvari y de Zoagli (en italiano: Felice Napoleone Canevaro; Lima, 7 de julio de 1838-Venecia, 30 de diciembre de 1926), fue un almirante y político italiano de ascendencia peruana.

## Biografía
Nació en Lima el 7 de julio de 1838, siendo bautizado el 15 de julio en la Iglesia El Sagrario de la Catedral de Lima. Sus padres fueron Giuseppe Canevaro, duque de Zoagli, político y empresario, y Francisca Valega Iribar.
Félix Napoleón sirvió a las órdenes de Giuseppe Garibaldi durante la Unificación de Italia en el sitio de Gaeta. También participaría en la segunda guerra de Independencia italiana y en la tercera guerra de Independencia italiana. Sirvió en la Marina de 1852 a 1911 llegando a se Vicealmirante. Fue Ministro de la Marina de Guerra durante el gobierno de Antonio Starabba y Ministro de Relaciones Exteriores en el gobierno Luigi Pelloux. Asimismo, fue senador del Parlamento del Reino de Italia durante la xix Legislatura (1895-1897).
Se casaría en Génova con Ersilia Cozzi y sería duque de Castelvari y de Zoagli y conde de Santandero. Murió en Venecia el 30 de diciembre de 1926.

## Distinciones

### Títulos
- Su Gracia el Duque de Castelvari y Zoagli.

### Órdenes
- Caballero gran cruz de la Orden de los Santos Mauricio y Lázaro ( Italia).
- Caballero gran cruz de la Orden de la Corona de Italia ( Italia).
- Comendador de la Orden militar de Saboya ( Italia).
- Medalla Mauriciana ( Italia).
- Comendador de la Orden de Isabel la Católica ( España).
- Comendador de la Orden de Nuestra Señora de la Concepción de Villaviciosa ( Portugal).

### Militares
- Medalla de Plata al Valor Militar ( Italia). —dos veces—
- Medalla Conmemorativa de las campañas de las Guerras de Independencia ( Italia).
- Medalla en conmemoración la unificación de Italia ( Italia).
- Medalla conmemorativa de la campaña de Italia de 1859 ( Segundo Imperio Francés).

- Datos: Q2263418
- Multimedia: Felice Napoleone Canevaro / Q2263418